# Eva B. Keller
Eva B. Keller (* 1956 in Zürich) ist eine Schweizer Politikerin (SP). Sie sass bis 2022 für den Wahlkreis See-Gaster im St. Galler Kantonsrat.

## Leben und Wirken
Keller lebte viele Jahre in Wetzikon und in Zürich. Seit 1989 lebt sie in Gommiswald. Sie studierte ab 1976 ein Studium der Naturwissenschaften an der ETH Zürich und doktorierte. Ab 1989 absolvierte sie zudem ein Theologiestudium an der Universität Zürich.
Ihre politische Karriere begann sie 2000 als Mitglied der SP im damaligen Bezirk Gaster. Sie wurde nach der kantonalen Bezirksreform Vorstandsmitglied der neugegründeten SP-Kreispartei See-Gaster, seit 2005 präsidiert sie diese. Im Februar 2007 schaffte sie den Sprung in den Kantonsrat, trat jedoch im Mai 2008 zurück. Sie kandidierte bei den Kantonsratswahlen 2012 erneut und wurde gewählt. Bis zu ihrem Rücktritt vertrat sie den Wahlkreis See-Gaster im Kantonsrat. Sie sass zudem im Vorstand der SP Schweiz. Im Mai 2022 reichte sie ihren Rücktritt als Kantonsrätin ein. Für sie rückte Susann Helbling nach.